# 宇文述
宇文述（546年—616年11月20日），字伯通，代郡武川县（今内蒙古自治区呼和浩特市武川县）人，祖籍辽西郡贝城县。北周、隋朝官员。

## 生平
先祖本姓破野头，在鮮卑宇文逸豆歸當僕人，隨主人改姓為宇文氏。其父宇文盛，有戰功而位至大宗伯、上柱國。宇文述“少骁锐，便弓马”、“恭謹沈密”，为大冢宰宇文护所器重。建德年间，召为左宫伯，迁英果中大夫，赐博陵郡公，改封灌阳郡公。北周大象二年（580年），奉韦孝宽之命击破尉迟迥、尉迟惇，以軍功拜上柱國，封褒國公，赐缣三千匹。
杨坚代周立隋，改元开皇，宇文述拜右卫大将军，开皇八年（588年），任行军总管，开皇九年（589年）渡江讨伐陈朝，进占石头城（今南京城西清凉山）、平定三吴（今江苏太湖以东以南和浙江绍兴等地）。战后任安州总管。当时晋王杨广镇守扬州，为让宇文述贴近自己，奏请任命宇文述担任寿州总管。宇文述为助楊廣奪得太子位，携带财宝跑京城走杨素之弟杨约的关系，促使杨素在独孤皇后前不断讲杨广的好话。开皇二十年（600年），杨广封为皇太子，宇文述为左卫率。杨广即位后，宇文述封左翊衛大將軍，参掌武官选事，封許國公，又任命宇文述長子宇文化及為太僕少卿。
宇文述善於供奉，甚得煬帝杨广歡心，言聽計從，權傾朝野。然個性貪鄙，常接受各方饋贈，財金堆積，僮僕千人。大業四年（608年）破吐谷浑，取曼头城、赤水城。还至江都宫（今江苏扬州市西），典选举，参预政事。大业八年（612年），炀帝征高句丽，以宇文述出扶余道，率軍渡鴨綠江，一日勝七仗，恃小胜而驕傲，渡薩水（今朝鮮清川江）後，中高麗軍誘兵之計，軍至平壤，被高麗軍掩擊。隋軍全潰，只有2700人逃归辽东。炀帝大怒，不忍诛杀，11月把宇文述等除为民。大业九年（613年）宇文述又复起用，重征高丽。此時杨玄感在黎阳起兵反隋，隋炀帝大惊，六月廿八日夜急急密令撤军，命宇文述率军急赴河阳讨楊玄感，大破之，因功被赐布匹数千段。大业十年（614年）二月二十，炀帝下诏三征高丽。宇文述又奉命东征，至怀远（今辽宁北镇市）而还。
大業十二年（616年）七月，江都新作龙舟成，宇文述劝炀帝幸江都。不久，宇文述在江都病重，隋炀帝遂遣司宫魏氏问宇文述，临死前，乞请炀帝照顾二子宇文化及、宇文智及。隋炀帝闻后潸然泪下說：“吾不忘也”。同年十月初六（616年11月20日）去世，赠司徒、尚书令、十郡太守，谥曰恭。不足兩年後的大業十四年三月十一（618年4月11日），宇文化及與其弟宇文智及煽動兵變，弒隋煬帝。
另有一子宇文士及、一女宇文昭儀。

## 評價
《隋書》對他的評價是：“宇文述以水济水，如脂如韦，便辟足恭，柔颜取悦。君所谓可，亦曰可焉，君所谓不，亦曰不焉。无所是非，不能轻重，默默苟容，偷安高位，甘素餐之责，受彼己之讥。此固君子所不为，亦丘明之深耻也”。
隋炀帝时，宇文述与苏威、裴矩、裴蕴、虞世基等掌握朝政，合称“五贵”。

## 影視形象
- 《電視劇大運河》
- 《天子傳奇4大唐威龙》

## 延伸阅读
[在维基数据编辑]
 《北史/卷079》，出自李延壽《北史》
 《隋書·卷61》，出自魏徵《隋书》